# موتور جستجوی ناور
موتور جستجوی ناور (به کره‌ای: 네이버) (به انگلیسی: Naver) یک موتور جستجوی معروف در کره است که در حدود ۷۰ درصد بازار مشترک را در مقابل ۲ درصد گوگل داراست .Naver در سال ۱۹۹۹ توسط گروهی از مهندسان شرکت سامسونگ ایجاد شد . و به عنوان اولین وب پورتال کره جنوبی شناخته می‌شود و یک پورتال بومی اختصاصی محسوب می گردد.
در سال ۲۰۰۰ این موتور جستجو سرویس جستجوی مفهومی را راه اندازی کرد که نتاج را به صورت دستبندی شده بر اساس نوع مثل blogs, websites, images, cafes در قالب یک صفحه نمایش می داد .در ژولای همان سال Naver با Hangame ادغام شد، Hangame اولین پورتال بازی بود و در سال ۲۰۰۱ به NHN تغییر نام داد، و به بالای لیست بازار شرکت‌های بزرگ در KASDAQ دست یافت. در روزهای ابتدایی ظهور Naver کمبود صفحات کره ای محسوس بود، برای پر کردن این نقصان ،Naver پیشگام تولید "محتوای تولید شده توسط کاربر"(User-Generated Content) از طریق ایجاد سرویس “جستجوی دانش”شد. کاربران سؤالات خود را راجع به هر موضوعی مطرح می‌کردند و جواب خود را در میان جوابهای داده شده از طرف کاربران دیگر به‌دست می آوردند. امتیاز داده شده به کاربران بهترین جواب را مشخص می کرد. سرویس جستجوی دانش سه سال قبل از سرویس Yahoo! Answer آغاز به کار کرد و هم‌اکنون بانک اطلاعاتی آن بیش از ۸۰ میلیون جواب صفحه جواب را شامل می‌شود. در این سرویس از نحوه پخت ماکارونی تا نحوه عضویت در مجلات بین‌المللی از طریق اینترنت سؤال می پرسند و کاربران دیگر به آن جواب می دهند.در ادامه سرویس‌های اینترنتی دیگر مثل ایمیل و جستجوی مقالات علمی و پورتال کودکان را به آن اضافه کردند. در سال ۲۰۰۵ سرویس Blog نیز به آن اضافه شد و جستجوی اطلاعات محلی و جستجوی کتاب و Desktop هم به آن اضافه شد. در سال ۲۰۰۵ Naver محصول HappyBean را عرضه کرد که اولین پورتال آنلاین اهداء بود. که به کاربران اجازه می داد تا اطلاعاتی بالغ بر ۰۰۰/۲۰ سازمان رفاهی و مدنی اجتماعی را پیدا کنند و به آن‌ها کمک مالی اهداء کنند.
در سال ۲۰۰۶ سرویس webtoon(webcomic) اضافه شد و در کل بین سال‌های ۲۰۰۵ تا ۲۰۰۷ جستجوی محتوای چند رسانه ای شامل آهنگ و ویدئو، سرویس تلفن اینترنتی و موبایل ایجاد شد.
براساس آمار منتشر شده از سایت comScore، موتور جستجوی Naver در سال ۲۰۰۷ به مرز ۲ میلیون Query رسید که بیش از ۷۰٪ پرس و جو در کره را شامل می‌شود و آن را به پنجمین موتور پرکاربرد جهان بعد از گوگل، یاهو!، بایدو و بینگ مبدل ساخت .

## جونیور ناور
جونیور ناور (به انگلیسی: Junior Naver) این پورتال مخصوص کودکان است مثل Yahooligans و دارای سرویس‌های مخصوصی مثل بازی همانند مزرعه حیوانات Dongmul Nongjang , Pany Pang, Puppyred، ایمیل، آواتار، لینک‌های آموزشی، نمونه سؤالات، داستان، جوک و حل تمرین( Homework Helper) و غیره است.
این پورتال همچنین به متخصصان و آموزگاران اجازه می‌دهد که محتوای ناسالم را با هدف ارائه یک اینترنت امن به کودکان، تصحیح کنند.